# Tianjintraktaten
Tianjintraktaten (天津條約, også skrevet Tientsintraktaten), der blev indgået 26. og 27. juni 1858 i Tianjin, var en traktat mellem det kinesiske Qing-dynasti på den ene side, og de fremmede magter Storbritannien, Frankrig, Rusland og USA på den anden.
Traktaten afsluttede anden opiumskrigs første fase. Den regnes af kineserne som en af de værste af det de kalder de uligeværdige traktater, som blev påtvunget dem.

## Oprindeligt indhold
Traktaten forpligtede Kina til at åbne sig yderligere for handel med udenlandske magter, især med Storbritannien. Denne handel gik hovedsagelig over traktathavnene Fuzhou, Kanton, Ningbo, Shanghai og Xiamen (Amoy), foruden over den nyligt afståede Hongkongø, og over portugisernes Macao. Men nu blev flere traktathavne oprettet; Traktaten nævnte ved navn eller implicerede indirekte Dengzhou, Hankou, Jiujiang, Kaohsiung, Qiongzhou, Nanjing, Niuzhuang, Shantou, Tanshui (nær Taipei) og Zhenjiang. I det øjemed at forfølge pirater fik briterne ret til at lade sine krigsskibe anløbe enhver kinesisk havn. Udlændinge skulle have fri rettigheder i en omkreds af 50 km omkring hver af traktathavnene, og på betingelse af at de var blevet udstyret med vestlige beskyttelsespas skulle de nyde fri adgang over hele det kinesiske rige.
Import af opium blev udtrykkelig tilladt. Dette var det store stridsspørgsmål som havde udløst de to opiumskrige. Handlen var afgrænset til traktathavnene og varen blev belagt med en indførselstold på 30 tael pro piku (=60 kg). I øvrigt skulle den interne handelstold på importvarer generelt reduceres til 2,5 %. I havne og ved toldstationer skulle det angelsaksiske målesystem indføres indføres. Engelsk skulle blive det officielle sprog ved handelstransaktioner.
Det blev forbudt for kineserne at benytte udtrykket «yi» 夷 (barbar) om englændere i sine dokumenter.
Kina forpligtede sig også til at betale en krigsskadeerstatning på seks millioner liang til Storbritannien og Frankrig, og blev pålagt at optage diplomatiske forbindelser med Storbritannien, og tillade uindskrænket kristen missionsvirksomhed i hele riget.
Den eneste modydelse var at briterne skulle trække sig ud fra byen Tianjin og desuden rømme Dagu-batterierne.

## Udvidelse ved Pekingkonventionen
Kina værgede sig mod at efterkomme traktatbestemmelserne, som de mente var alt for hårde. Dette medførte at briterne i juni 1859 på ny angreb Dagu-fortene. Dermed var anden opiumskrig i gang på nyt. Der fulgte en «straffeekspedition» i 1860, under ledelse af Lord Elgin, og den raserede fuldstændig det gamle sommerpalads i Beijing. Efter dette bekræftede og accepterede prins Gong på vegne af Xianfeng-kejseren traktatbestemmelsene. Kejseren selv var flygtet nordover ind i Manchuriet, til Johol-paladset.
Traktaten blev kompletteret med den såkaldte Pekingkonventionen af 18. oktober 1860. Heri blev det bestemt at også Tianjins havn skulle åbnes, og der blev foreskrevet yderligere krigsreparationer og territorielle afståelser til Storbritannien og til Rusland. Kineserne blev også nødt til at oprette et organ for udenrigsanliggender, Zongli Yamen, som må betragtes som forløber til et kinesisk udenrigsministerium.

## Revision 1868
I pagt med en klausul i 1858-aftalen blev der ti år efter foretaget en gennemgang af traktaten. Kinesere og briter ville da mildne enkelte bestemmelser og udbygge bilaterale kontakter på venskapelig grundlag. Men dette kompromisdokument, fremforhandlet af den kinesiske Qing-embedsmand Wen-Xiang og den britiske delegationsleder Rutherford Alcock, blev ikke godkendt af flertallet i det britiske House of Commons.